# Conostigmus orcasensis
Conostigmus orcasensis är en stekelart som först beskrevs av Charles Thomas Brues 1909.  Conostigmus orcasensis ingår i släktet Conostigmus och familjen trefåresteklar. Inga underarter finns listade i Catalogue of Life.